# Würzburg
Würzburg – miasto na prawach powiatu w Niemczech, położone w kraju związkowym Bawaria, siedziba rejencji Dolna Frankonia, w regionie Würzburg, siedziba powiatu Würzburg. Leży nad rzeką Men. Liczy 126 635 mieszkańców (31 grudnia 2017), stanowiąc szóste co do wielkości miasto Bawarii, oraz 87,63 km².

## Historia
Na miejscu dzisiejszego miasta istniała pierwotnie celtycka osada.
Pierwsza wzmianka historyczna o miejscowości pochodzi z 704 roku, gdzie figuruje pod nazwą "Castellum Virteburch". W latach 685–689 w tamtym regionie Frankonii ewangelizowali pogańskie ludy wędrowni mnisi irlandzcy - Kilian, Kolonat i Totnan. Mimo iż wydano na nich wyrok śmierci, Frankonia stała się ostatecznie ziemią chrześcijańską. Rzeźby przedstawiające owych trzech mnichów odnaleźć można na starym moście głównym, a imieniem Kiliana nazwana została w mieście katedra. 
W 741 lub 742 Würzburg stał się siedzibą biskupstwa. Na terenie diecezji würzburskiej mieszkały najdalej na zachód wysunięte plemiona Słowian z grupy Słowian połabskich. Dokument cesarza Ludwika Pobożnego napisany do biskupa Würzburga w latach 826–830, który odwołuje się do wydarzeń z czasów Karola Wielkiego, wspomina dwa słowiańskie plemiona Moinvinidi i Radanzwinidi mieszkające między rzeką Men i Rednitz. W dokumencie tym cesarz zaleca ochrzczenie  tych plemion i zbudowanie dla nich kościoła. Cesarz przyznał także biskupom Würzburga prawo celne. 
Książęta biskupi mieli ogromny wpływ na rozwój miasta, co przejawia się m.in. w samym kształcie średniowiecznych miejskich dróg - ulice wzdłuż starego bastionu mają formę biskupiej czapki. Mieszkańcy miasta musieli jednak płacić na rzecz biskupów wysokie podatki i cła, co skutkowało licznymi buntami, także w czasie wojny chłopskiej w XVI w. obywatele Würzburga opowiedzieli się po stronie powstańców. 
W 1156 roku odbył się w mieście ślub cesarza Fryderyka I Barbarossy z księżniczką Beatrycze I Burgundzką. Cesarz w 1168 roku przyznał biskupowi miasta tytuł księcia. W 1402 książę biskup Johann von Egloffstein założył w mieście liceum, które później przekształcono w uniwersytet. W 1631 miasto zostało zdobyte przez wojska szwedzkie. W roku 1805 Würzburg stał się stolicą Wielkiego Księstwa, które w 1814 przyłączono do Bawarii.
Od roku 1933 w mieście miały miejsce prześladowania Żydów i palenie książek. W nocy z 9 na 10 listopada w Würzburgu odbyła się tzw. noc kryształowa (Reichskristallnacht) w czasie której zniszczono żydowskie domy towarowe i sklepy na ulicach Eichhornstrasse, Semmelstrasse, Domstrasse, Schönbornstrasse i Kürschner Hof. Członkowie SS i SA zniszczyli także wyposażenie synagogi przy Domerschulstrasse i spalili synagogę w Heidingsfeld. W latach 1941–1943 deportowano ponad 2000 mieszkańców pochodzenia żydowskiego, większość z nich trafiła do obozu koncentracyjnego Theresienstadt oraz obozów zagłady na wschodzie. Podczas nocy 16 marca 1945 miasto, do tego momentu prawie nietknięte przez wojnę, zostało zniszczone w 90% przez nalot brytyjski. Przetrwały najważniejsze zabytki na obrzeżach miasta. Zginęło wówczas około 5 tys. mieszkańców. Niewiele niemieckich miast zostało tak doszczętnie zniszczonych, dlatego Würzburg zyskał miano "Grobu nad Menem" (Grab am Main). Co roku dzwony kościołów w mieście dzwonią przez 20 minut w rocznicę tego tragicznego wydarzenia. Po zaciętych walkach miasto zostało zdobyte 5 kwietnia 1945 przez 12 Dywizję Zmotoryzowaną i 42 Dywizję Piechoty armii amerykańskiej. Sala pamiątkowa przy ratuszu miejskim upamiętnia wydarzenia wojny a pomnik i dzwon pokoju przed głównym cmentarzem są symbolem międzynarodowego porozumienia. 
Z miasta gruz usuwano aż do roku 1963, w tym celu zbudowano prowadzące do centrum tory o długości prawie 30 km. W miejscu, gdzie kończyły się tory, na ścianie przeciwpowodziowej, znajduje się płyta z nazwiskami osób, które umożliwiły odbudowę miasta.

## Miasto współcześnie
Dzięki urodzajnym glebom, łagodnemu klimatowi i położeniu na zboczu, Würzburg stał się centrum frankońskiego wina - znajdują się w nim 3 z 15 największych niemieckich winnic. Najpopularniejsze białe wina frankońskie to Silvaner, Müller-Thurgau i Bacchus. Odmiany czerwone to m.in. Spätburgunder i Domina. 
Co roku w mieście odbywają się liczne festiwale kulturalne, m.in. Festiwal Afrykański, Festiwal Kiliani czy Festiwal Mozarta. 
Miasto dwukrotnie, w latach 1990 i 2018, było gospodarzem Krajowej Wystawy Ogrodniczej. 

## Zabytki
Niektóre z zabytków miasta to:

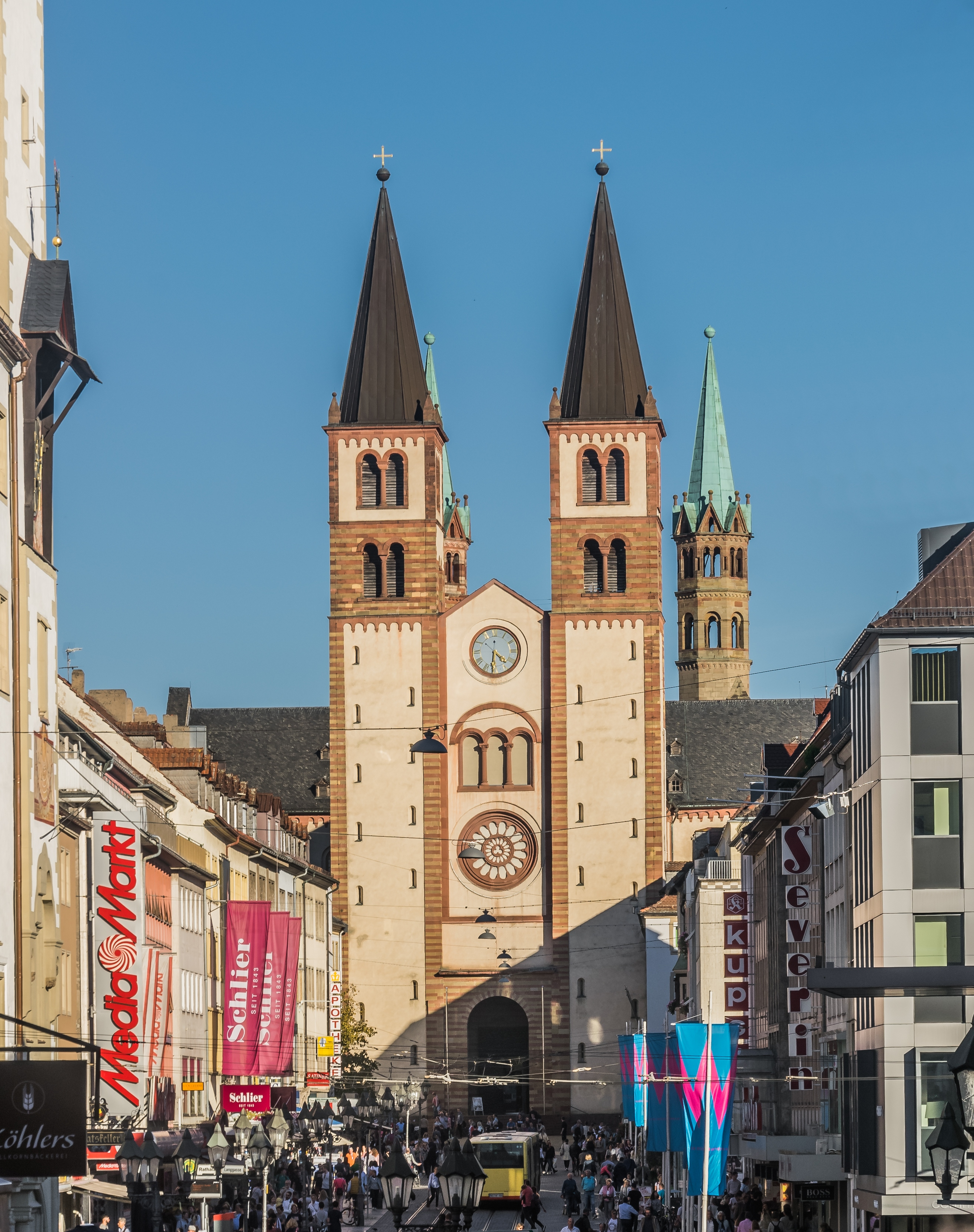
Katedra

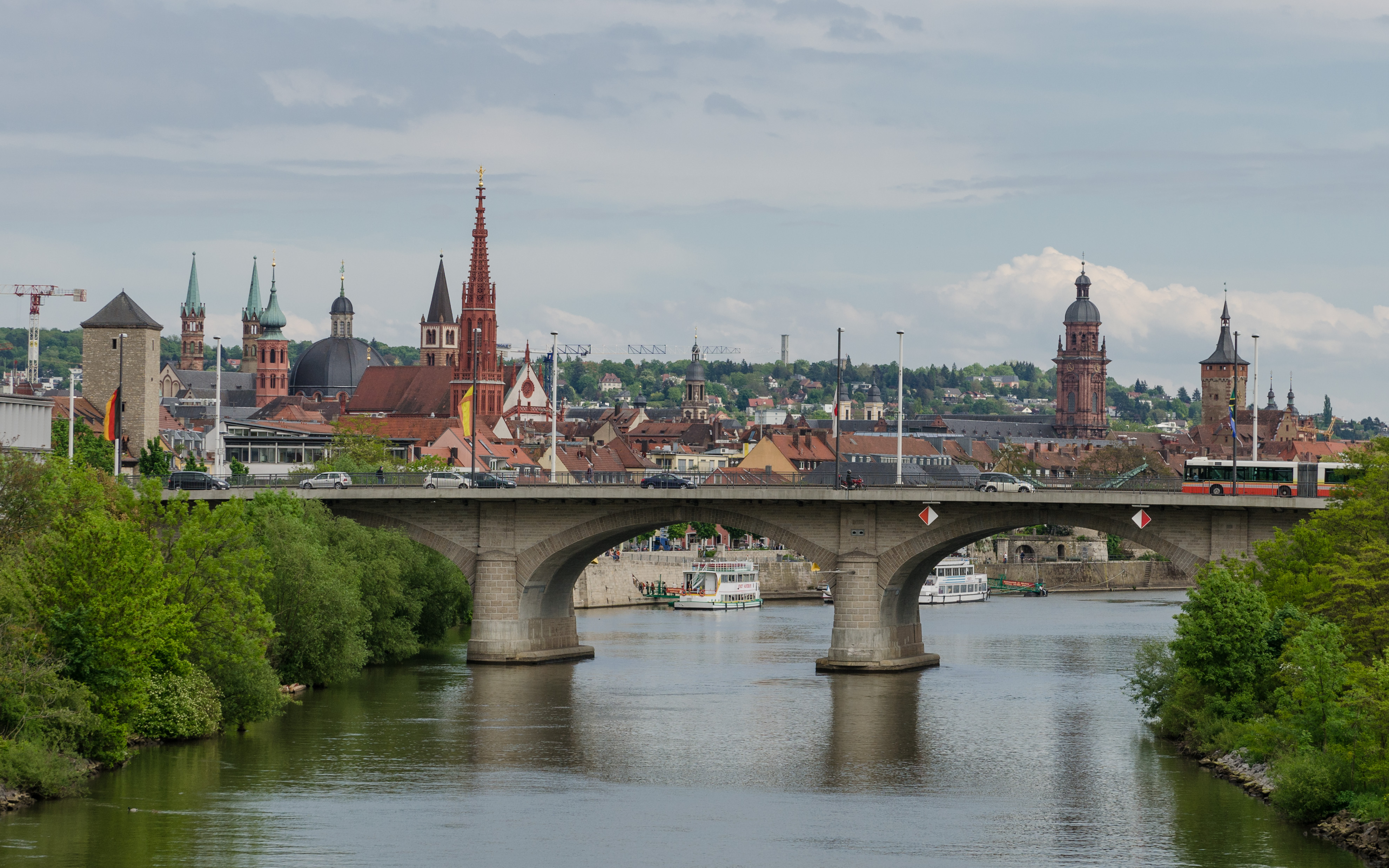
Most nad Menem

- Residenz - barokowa rezydencja würzburskich biskupów zbudowana w latach 1719–1744 przez Balthasara Neumanna na zlecenie księcia biskupa Johanna Philippa Franza von Schönborn, w dużym stopniu spalona w czasie II wojny światowej, od 1981 r. na liście światowego dziedzictwa UNESCO – z największym na świecie malowidłem autorstwa Giovanniego Tiepolo, na plafonie olbrzymiej klatki schodowej (autorstwa Neumanna są również malowidła i ołtarz w przypałacowego kościoła - Hofkirche), w kompleksie znajduje się również ogród łączący elementy ogrodu barokowego (formy geometryczne i symetrie) oraz angielskiego ogrodu krajobrazowego (naturalnie rosnące rośliny);

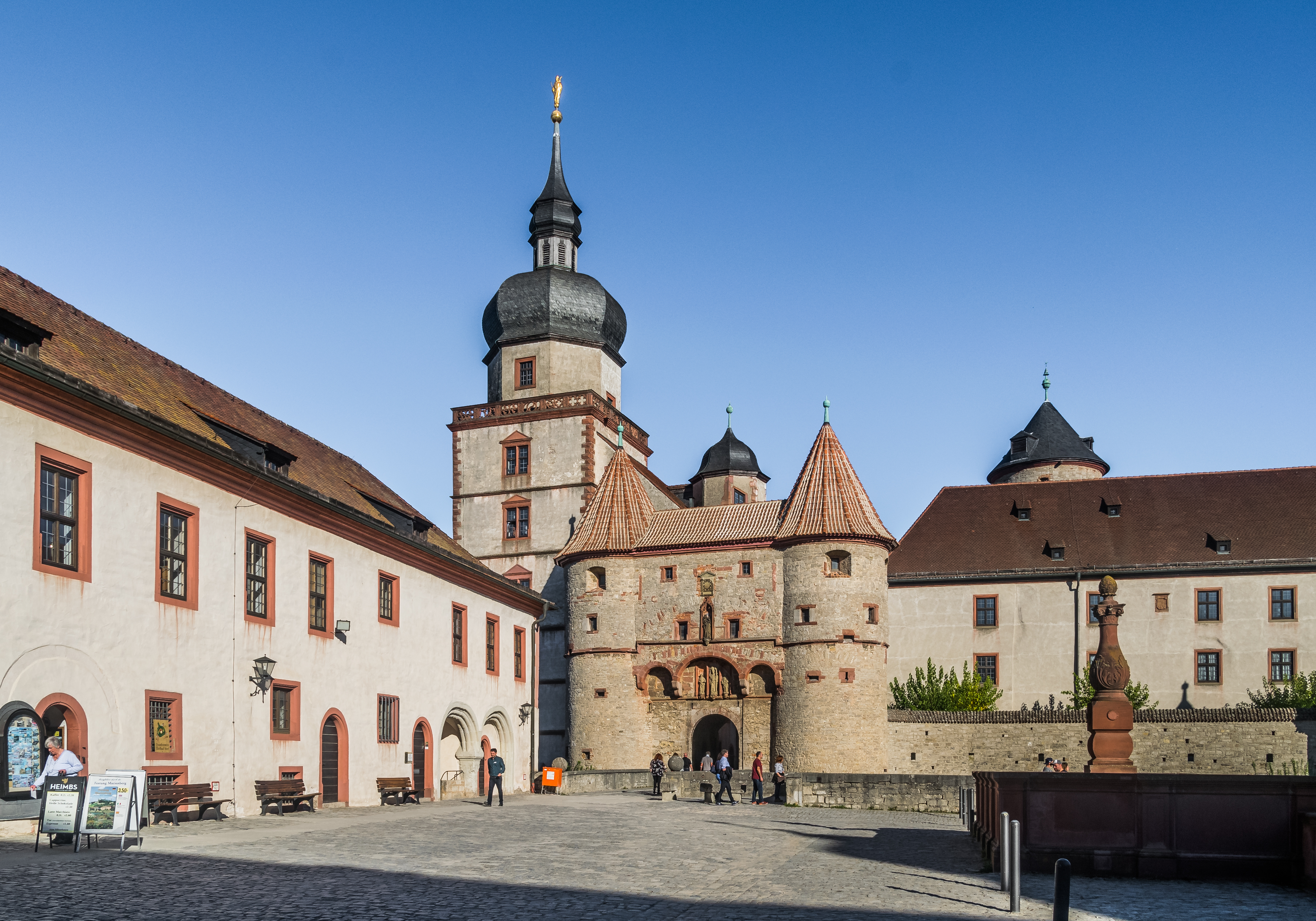
Twierdza Marienberg

- Twierdza MarienbergAlte Mainbrücke - Stary Most nad Menem zbudowany w latach 1473–1543, z dwunastoma barokowymi figurami świętych powstałymi w latach 1728-29 (ich autorami są bracia, rzeźbiarze: Johann Sebastian Becker i Volkmar Becker).
- Festung Marienberg - twierdza wzniesiona na wysokim wzgórzu nad Menem ok. 1000 roku, rozbudowana w XIV, XV i XVII w., w latach 1253–1719 była siedzibą biskupów Würzburga (do czasu zbudowania rokokowego pałacu po drugiej stronie rzeki i miasta) - w centrum twierdzy znajduje się Marienkirche - rotunda z epoki Merowingów, jeden z najstarszych kościołów na terenie Niemiec;
- Dom St. Kilian - romańska katedra pw. św. Kiliana z XI wieku z Schönbornkapelle (autorstwa Neumanna) w północnym ramieniu transeptu kościoła i bogatym zespołem nagrobków biskupów Würzburga;
- Marienkapelle - gotycka świątynia z XIV wieku w północnej pierzei rynku, z rzeźbami Adama i Ewy autorstwa Tilmana Riemenschneidera w portalu południowym (oryginały umieszczone są w Mainfränkische Museum w twierdzy Marienberg), świątynia ta jest kościołem ekspiacyjnym zbudowanym na terenie dawnego żydowskiego getta zniszczonego w czasie wypraw krzyżowych;
- Käppele - rokokowa kaplica autorstwa Balthasara Neumanna z połowy XVIII wieku położona na stoku wzgórza  Nikolausberg na lewym brzegu Menu, stanowiąca kulminację założenia kalwaryjnego - zespołu kaplic z bogatą rzeźbiarską dekoracją;
- Alte Universität - renesansowy budynek uniwersytetu Juliusza i Maksymiliana (Julius-Maximilians-Universität) z kościołem Neubaukirche;
- Falkenhaus - rokokowa kamienica z XVIII wieku z bogatą dekoracją elewacji wykonaną w 1751 r.;
- Alte Kranen - żurawie portowe z XVIII w., zaprojektowane przez syna Balthasara Neumanna, Franza Ignaza Michaela Neumanna.

## Transport

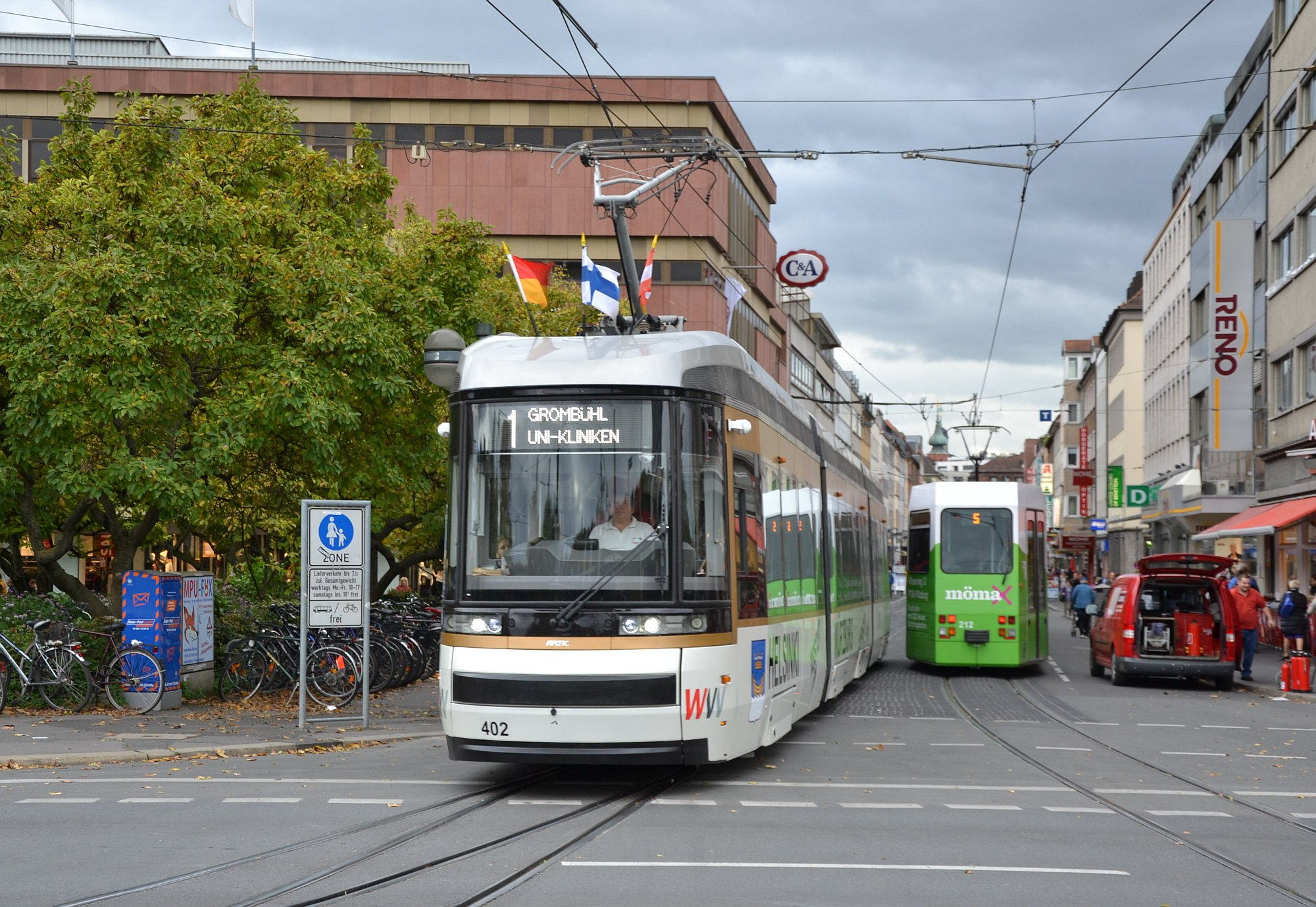
Tramwaje w Würzburgu

Główny dworzec kolejowy w mieście to Würzburg Hauptbahnhof.

## Polityka
- Burmistrz: Christian Schuchardt (CDU, od wyborów lokalnych w 2014 roku)

## Współpraca
Miejscowości partnerskie:
- Irlandia: Bray
- Francja: Caen
- Wielka Brytania: Dundee
- Tanzania: Mwanza
- Japonia: Ōtsu
- Stany Zjednoczone: Rochester
- Hiszpania: Salamanka
- Turyngia: Suhl
- Czechy: Trutnov
- Szwecja: Umeå

## Osoby urodzone w Würzburgu
- Frank Baumann – piłkarz
- Fritz Bayerlein – oficer Wehrmachtu
- Oskar Dirlewanger – SS-Oberführer, dowódca jednostki SS do zwalczania partyzantów
- Lilli Lehmann – śpiewaczka operowa
- Dirk Nowitzki – były koszykarz drużyny Dallas Mavericks, członek Basketball Hall of Fame
- Albert Renger-Patzsch – fotografik
- Franz Halder – generał, szef Sztabu Generalnego OKH
- Thomas Lurz – niemiecki pływak
- Maxi Kleber – koszykarz drużyny Dallas Mavericks